# Urubamba
Urubamba (possiblement del quítxua urupampa, "planura d'aranyes") és una petita ciutat del Perú situada a prop del riu Urubamba, sota la muntanya del Nevado Chicón. És la població més gran de la Vall Sagrada dels inques i és a prop d'un nombre significatiu de ruïnes de l'imperi, incloent-hi Machu Picchu. Les escasses restes del palau inca de Quispiguanca són dins de la ciutat. Urubamba és a les terres altes del Perú. Es considera un bon lloc per aclimatar-se a l'alçada i evitar el mal d'altura.

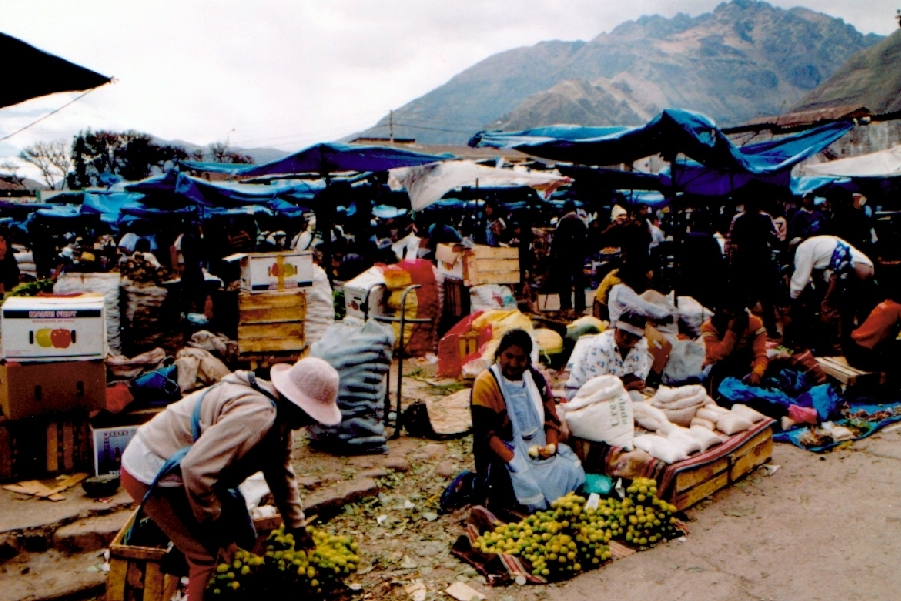
Mercat d'Urubamba